# Stephan Vuckovic
Stephan Vuckovic (* 22. Juni 1972 in Reutlingen) ist ein ehemaliger deutscher Triathlet und Ironman-Sieger (2007).

## Werdegang
1996 wurde Stephan Vuckovic Deutscher Meister auf der Triathlon-Kurzdistanz. Von 1996 bis 2004 startete er überwiegend über die Kurzdistanz,
1997 wurde er im finnischen Vuokatti Vizeeuropameister auf der Triathlon Kurzdistanz.

### 2. Rang Olympische Sommerspiele 2000
Einen großen Erfolg seiner Karriere konnte er im September 2000 beim olympischen Triathlon in Sydney feiern, als er dort eigentlich unerwartet die Silbermedaille gewann.

### Triathlon-Langdistanz seit 2005
Nachdem er 2004 von der DTU nicht für die Olympischen Spiele in Athen nominiert worden war, spezialisierte er sich in der Folge auf die Langdistanz im Triathlon – die Ironman-Distanz (3,86 km Schwimmen, 180,2 km Radfahren und 42,195 km Laufen). Mit einem zehnten Rang in Hawaii 2005 konnte er sich auch auf dieser Strecke sofort in der erweiterten Weltspitze etablieren. 2007 gewann er dann in Florida seinen ersten Ironman.
Stephan Vuckovic gab im Juli 2008 seine Kandidatur für das Amt des Präsidenten des Baden-Württembergischen Triathlonverbandes (BWTV) mit Wahl im Oktober bekannt.
Diese zog er aufgrund aufgekommener Dopinggerüchte über ihn, die nicht bestätigt werden konnten, kurzfristig wieder zurück und übernahm stattdessen den Posten des Sportlichen Leiters.
Das von der DTU angestrebte Verfahren wurde am 14. Juni 2009 eingestellt.
Im Juli 2011 wurde er in Frankfurt Fünfter beim Ironman Germany (Ironman European Championships) und 2012 erreichte er dort den siebenten Rang.
Vuckovic wurde 2014 Trainer beim Bundesliga-Verein AST Süßen.

## Ehrungen und Auszeichnungen
- 2001 Silbernes Lorbeerblatt[4]

## Sportliche Erfolge
| Datum/Jahr    | Platz | Wettbewerb                                                 | Austragungsort    | Zeit        | Bemerkung |
| ------------- | ----- | ---------------------------------------------------------- | ----------------- | ----------- | --- |
| 10. Juni 2012 | 13    | ETU Middle Distance Triathlon European Championships       | Kraichgau         | 04:10:40    | Europameisterschaft auf der Halbdistanz im Rahmen der Challenge Kraichgau                                                    |
| 21. Aug. 2011 | 3     | Ironman 70.3 Timberman                                     | New Hampshire     |             | [ 5 ] |
| 9. Mai 2004   | DNF   | ITU Short Distance Triathlon World Championships           | Madeira           | –           | Triathlon-Weltmeisterschaft über die olympische Distanz                                                                      |
| 18. Apr. 2004 | 14    | ETU Short Distance Triathlon European Championships        | Valencia          | 01:49:48    | Europameisterschaft auf der Kurzdistanz                                                                                      |
| 16. Sep. 2000 | 2     | Olympische Sommerspiele 2000                               | Sydney            | 01:48:37,58 | Zweiter hinter dem Kanadier Simon Whitfield auf der olympischen Distanz (1,5 km Schwimmen, 40 km Radfahren und 10 km Laufen) |
| 1999          | 2     | DTU Deutsche Triathlon-Meisterschaft Kurzdistanz           | Frankfurt am Main |             | Deutscher Vizemeister auf der Kurzdistanz – hinter Ralf Eggert                                                               |
| 5. Juli 1997  | 2     | ETU Short Distance Triathlon European Championships        | Vuokatti          | 02:00:19    | Vizeeuropameister Kurzdistanz                                                                                                |
| 10. Aug. 1996 | 1     | DTU Deutsche Meisterschaft Triathlon kurz                  | Losheim           |             | Deutscher Meister auf der Kurzdistanz                                                                                        |
| 30. Juli 1995 | 12    | ETU Short Distance Triathlon European Championships        | Stockholm         | 01:48:36    | Europameisterschaft auf der olympischen Distanz                                                                              |
| 25. Sep. 1994 | 5     | FISU World University Triathlon Championships              | Nantes            | 01:52:12    | |
| 12. Sep. 1992 | 35    | ITU Short Distance Triathlon World Championship Junior Men | Huntsville        | 02:03:26    | |

| Datum/Jahr    | Platz | Wettbewerb        | Austragungsort    | Zeit     | Bemerkung                                       |
| ------------- | ----- | ----------------- | ----------------- | -------- | ----------------------------------------------- |
| 8. Sep. 2013  | DNF   | Ironman Wisconsin | Madison           | –        | Rennabbruch auf der Laufstrecke                 |
| 7. Juli 2013  | 11    | Ironman Germany   | Frankfurt am Main | 08:21:50 | Ironman European Championship                   |
| 8. Juli 2012  | 7     | Ironman Germany   | Frankfurt am Main | 08:31:37 | Ironman European Championship                   |
| 24. Juli 2011 | 5     | Ironman Germany   | Frankfurt am Main | 08:26:03 | Ironman European Championship                   |
| 29. Aug. 2010 | 3     | Ironman Canada    | Penticton         | 08:38:31 |                                                 |
| 10. Okt. 2009 | 20    | Ironman Hawaii    | Hawaii            | 08:51:35 |                                                 |
| 23. Mai 2009  | 2     | Ironman Lanzarote | Puerto del Carmen | 08:57:17 | [ 6 ]                                           |
| 3. Nov. 2007  | 1     | Ironman Florida   | Panama City       | 08:21:29 | neuer Streckenrekord auf der Strecke in Florida |
| 19. Mai 2007  | 3     | Ironman Lanzarote | Puerto del Carmen | 09:04:11 |                                                 |
| 21. Okt. 2006 | 14    | Ironman Hawaii    | Hawaii            | 08:34:26 |                                                 |
| 15. Okt. 2005 | 10    | Ironman Hawaii    | Hawaii            | 08:29:35 |                                                 |
| 28. Aug. 2005 | 2     | Ironman Canada    | Penticton         | 08:36:34 |                                                 |

(DNF – Did Not Finish)